# Lance Hoyt
Lance Hoyt (n. 28 februarie 1977, Austin, Texas, SUA) este un wrestler american ce evoluează în prezent în promoția  New Japan Pro-Wrestling.

## Titluri și premii în Wrestling
- American Made Wrestling
  - AMW Heavyweight Champion (1 dată)
- Gippsland Pro Wrestling

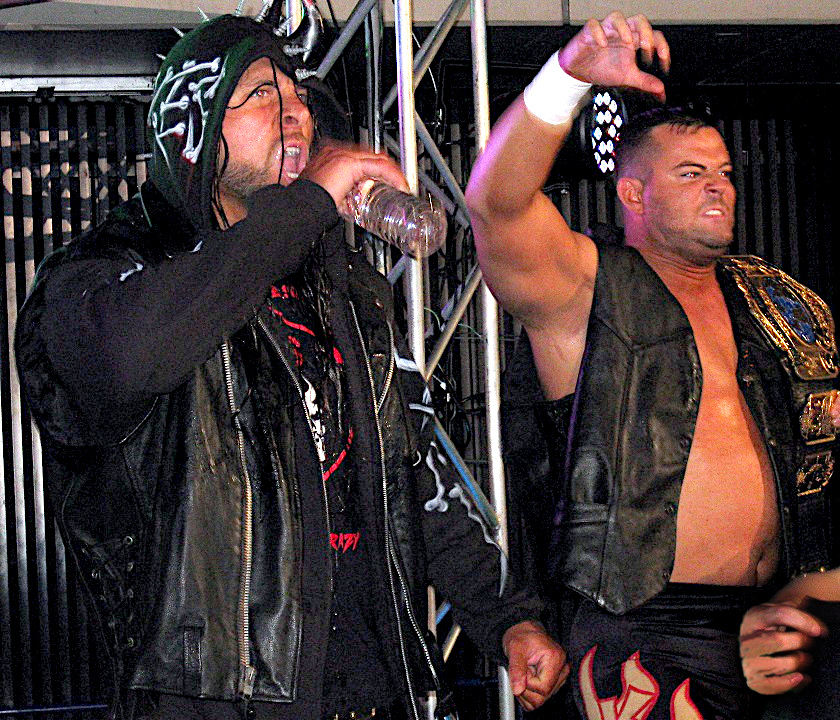
Archer (left) and Davey Boy Smith Jr., the Killer Elite Squad, as the NWA World Tag Team Champions in June 2013

  - GPW Heavyweight Championship (1 dată)
- Heavy On Wrestling
  - HOW Undisputed Championship (1 time)
- National Wrestling Alliance
  - NWA World Tag Team Championship (2 ori) – cu Davey Boy Smith Jr.
- New Japan Pro Wrestling
  - IWGP Tag Team Championship (3 ori,prezent) – cu Davey Boy Smith Jr.
  - G1 Tag League (2011) – cu Minoru Suzuki
- NWA Southwest
  - NWA Texas Heavyweight Championship (1 dată)
- Professional Championship Wrestling
  - PCW Heavyweight Championship (3 ori)
  - PCW Tag Team Championship (1 dată) – cu Wally Darkmon
  - PCW Television Championship (1 dată)
- Pro Wrestling Illustrated
  - PWI ranked him #92 of the top 500 singles wrestlers in the PWI 500 in 2015[1]
- Pro Wrestling Noah
  - GHC Tag Team Championship (2 ori) – cu Davey Boy Smith Jr.
- River City Wrestling
  - RCW Championship (1 time)[2]
- Total Nonstop Action Wrestling
  - NWA World Tag Team Championship (2 ori) – cu Kid Kash[3]
  - NWA World Tag Team Championship Tournament (2004) – cu Kid Kash
- Traditional Championship Wrestling
  - TCW Heavyweight Championship (1 dată)[4]
- World Wrestling Council
  - WWC Universal Heavyweight Championship (1 dată)[5]
- Wrestling Observer Newsletter
  - Worst Worked Match of the Year (2006) TNA Reverse Battle Royal on TNA Impact![6]